# Moritz Eduard Grunelius
Moritz Eduard Grunelius (* 20. Juli 1803 in Frankfurt am Main; † 17. September 1846 in Ettlingen (Baden)) war ein deutscher Bankier und Politiker der Freien Stadt Frankfurt.

## Leben
Grunelius war ein Sohn des Bankiers und Abgeordneten Joachim Andreas Grunelius (* 7. August 1776 in Frankfurt am Main; † 7. Dezember 1852) und dessen Ehefrau Anna Elisabeth Grunelius geborene Bethmann gen. Hollweg (1781–1850). Sein Bruder Peter Carl Grunelius (1807–1867) war Mitbegründer der Frankfurter Bank.
Grunelius war Teilhaber des Frankfurter Bankhauses Grunelius & Co. und Mitbegründer der Frankfurter Börse. Von 1834 bis 1841 war er Mitglied der Frankfurter Handelskammer. Dann verließ er Frankfurt und wurde Begründer der elsässischen Linie der Grunelius in Kolbsheim und Betreiber einer Eisenhütte in Niederbronn-les-Bains im Unterelsass.
Er gehörte von 1835 bis 1846 dem Gesetzgebenden Körper an. 